# Services ferroviaires voyageurs les plus longs
 (mai 2021).
L'article répertorie les services ferroviaires voyageurs les plus longs actuellement programmés et fonctionnant directement entre deux villes. Cette liste n'est pas complète en raison de la complexité des différents systèmes ferroviaires, de leurs horaires et des différences dans l'administration des horaires entre les pays. Pour simplifier la liste, seuls les services point à point directs entre deux villes sont répertoriés. Les services qui nécessitent des échanges de motrices, des changements de voitures, des manœuvres ou des transferts de gare ne sont pas répertoriés.

## Top 50 des trains (par distance)
| N° | Origine (Pays)                      | Destination (Pays)        | Nom ou no du train                                                                 | Exploitant            | Distance (en km) | Arrêts                                          | Fréquence                                                      | Temps de trajet prévu                                            | Ref.   |
| -- | ----------------------------------- | ------------------------- | ---------------------------------------------------------------------------------- | --------------------- | ---------------- | ----------------------------------------------- | -------------------------------------------------------------- | ---------------------------------------------------------------- | ------ |
| 1  | Moscou (Russie)                     | Pyongyang (Corée du Nord) | 99 / 100                                                                           | Korean State Railway  | 10267            | 157                                             | Bimensuel                                                      | 206 h (~8.5 jours)                                               | [ 1 ]  |
| 2  | Moscou (Russie)                     | Vladivostok (Russie)      | 1 / 2 et 99 / 100                                                                  | Chemins de fer russes | 9289             | Train 1 / 2: 58 Stops Train 99 / 100: 142 Stops | Train 1 / 2 : tous les deux jours. Train 99 / 100 : journalier | Train 1 / 2: 144 h (~6 jours) Train 99 / 100: 166 h (~6.9 jours) | [ 2 ]  |
| 3  | Moscou (Russie)                     | Beijing (Chine)           | 19 / 20 (via Manzhouli)                                                            | Chemins de fer russes | 8984             | 33                                              | Hebdomadaire                                                   | 145 h (~6 jours)                                                 | [ 3 ]  |
| 4  | Moscou (Russie)                     | Beijing (Chine)           | 43 / 44 (via Oulan-Bator)                                                          | Chemins de fer russes | 7826             | 33                                              | Hebdomadaire                                                   | 127 h (~5.3 jours)                                               |        |
| 5  | Moscou (Russie)                     | Tommot (Russie)           | 323 / 76                                                                           | Chemins de fer russes | 7318             | 97                                              | 3 à 5 fois par mois                                            | 140 h (~5.8 jours)                                               | [ 4 ]  |
| 7  | Guangzhou (Chine)                   | Lhassa (Tibet - Chine)    | Z264/5-Z266/3                                                                      | China Railway         | 4980             | 11                                              | Journalier                                                     | 52 h 34 min (~2.5 jours)                                         | [ 5 ]  |
| 8  | Hangzhou (Chine)                    | Aksou (Chine)             | K594/5-K596/3                                                                      | China Railway         | 4933             | 46                                              | Journalier                                                     | 68 h 38 min (~3 jours)                                           |        |
| 9  | Qiqihar (Chine)                     | Ürümqi (Chine)            | K1082/3-K1084/1                                                                    | China Railway         | 4827             | 38                                              | Journalier                                                     | 61 h 10 min (~2.5 jours)                                         |        |
| 10 | Shanghai (Chine)                    | Yining (Chine)            | T206/3-T204/5                                                                      | China Railway         | 4742             | 31                                              | Journalier                                                     | 52 h 05 min (~2.5 jours)                                         |        |
| 11 | Shenzhen (Chine)                    | Ürümqi (Chine)            | Z230/1-Z232/29                                                                     | China Railway         | 4666             | 21                                              | Journalier                                                     | 48 h 59 min (~2 jours)                                           |        |
| 12 | Guangzhou (Chine)                   | Ürümqi (Chine)            | Z136/7-Z138/5                                                                      | China Railway         | 4663             | 28                                              | Journalier                                                     | 48 h 02 min (2 jours)                                            |        |
| 13 | Changchun (Chine)                   | Sanya (Chine)             | Z384/5-Z386/3                                                                      | China Railway         | 4647             | 23                                              | Journalier                                                     | 53 h 15 min (~2 jours)                                           |        |
| 14 | Nanning (Chine)                     | Ürümqi (Chine)            | T282/3-T284/1                                                                      | China Railway         | 4617             | 31                                              | Journalier                                                     | 59 h 34 min (~2.5 jours)                                         |        |
| 15 | Harbin (Chine)                      | Kunming (Chine)           | K728/5-K726/7                                                                      | China Railway         | 4574             | 49                                              | Journalier                                                     | 63 h 15 min (~2.5 jours)                                         |        |
| 16 | Changchun (Chine)                   | Ürümqi (Chine)            | T302/3-T304/1                                                                      | China Railway         | 4507             | 33                                              | Journalier                                                     | 56 h 49 min (~2.5 jours)                                         |        |
| 17 | Toronto (Canada)                    | Vancouver (Canada)        | The Canadian 1 / 2                                                                 | Via Rail              | 4466             | 66                                              | Bi-hebdomadaire                                                | 92 h (~4 jours)                                                  |        |
| 18 | Chicago (USA)                       | Los Angeles (USA)         | Texas Eagle 21 / 22 (continue dans le cadre du Sunset Limited 1 / 2 à San Antonio) | Amtrak                | 4390             | 40                                              | Tri-hebdomadaire                                               | 65 h 20 min (~3 jours)                                           | [ 6 ]  |
| 19 | Shanghai (Chine)                    | Lhassa (Tibet - Chine)    | Z164/3                                                                             | China Railway         | 4373             | 12                                              | Journalier                                                     | 46 h 15 min (~2 jours)                                           |        |
| 20 | Urumqi (Chine)                      | Fuzhou (Chine)            | T308/5-T306/7                                                                      | China Railway         | 4334             | 23                                              | Journalier                                                     | 50 h 09 min (~2 jours)                                           |        |
| 21 | Sydney (Australie)                  | Perth (Australie)         | Indian Pacific                                                                     | Journey Beyond        | 4352             | 26                                              | Hebdomadaire                                                   | 65 h (2.5 days+)                                                 |        |
| 22 | Harbin (Chine)                      | Haikou (Chine)            | Z114/3                                                                             | China Railway         | 4310             | 25                                              | Journalier                                                     | 48 h 36 min (2 jours)                                            |        |
| 23 | Vorkouta (Russie)                   | Adler (Russie)            | 309 / 310                                                                          | Russian Railways      | 4286             | 78                                              | Tous les deux jours                                            | 89 h (~3.5 jours)                                                | [ 7 ]  |
| 24 | Dibrugarh (Inde)                    | Kanyakumari (Inde)        | Dibrugarh–Kanyakumari Vivek Express / 15906                                        | Indian Railways       | 4282             | 56                                              | Hebdomadaire                                                   | 82 h 15 min (3+ jours)                                           |        |
| 24 | Dibrugarh (Inde)                    | Okha (Inde)               | Dibrugarh – Okha Weekly Border Special Express (via Hasimara - Howrah / 05936      | Indian Railways       | 4282             | 81                                              | Hebdomadaire                                                   | 78 h 45 min (3+ jours)                                           |        |
| 25 | Moscou (Russie)                     | Douchanbé (Tadjikistan)   | 329 / 330                                                                          | Russian Railways      | 4272             | 24                                              | Bi-hebdomadaire                                                | 96 h (~4 jours)                                                  | [ 8 ]  |
| 26 | Moscou (Russie)                     | Tashkent (Ouzbékistan)    | 350                                                                                | Russian Railways      | 4058             | 33                                              | Hebdomadaire                                                   | 82 h 39 minutes (~3.5 jours)                                     | [ 9 ]  |
| 25 | Shanghai (Chine)                    | Urumqi (Chine)            | Z40/41-Z42/39                                                                      | China Railway         | 4056             | 20                                              | Journalier                                                     | 39 h 15 min (~1.5 jours)                                         |        |
| 26 | Changchun (Chine)                   | Kunming (Chine)           | K2288/7                                                                            | China Railway         | 4037             | 37                                              | Journalier                                                     | 58 h 32 min (~2.5 jours)                                         |        |
| 27 | Kashgar (Chine)                     | Chengdu (Chine)           | K454/1-K452/3                                                                      | China Railway         | 3948             | 26                                              | Journalier                                                     | 49 h 05 min (~2.5 jours)                                         |        |
| 28 | Thiruvananthapuram (Inde)           | Silchar (Inde)            | Thiruvananthapuram - Silchar Superfast Express (12515/12516)                       | Indian Railways       | 3932             | 57                                              | Hebdomadaire                                                   | 76 h 35min (~3.5 jours)                                          |        |
| 29 | Thiruvananthapuram (Inde)           | Silchar (Inde)            | Thiruvananthapuram - Silchar Superfast Express (12507/12508)                       | Indian Railways       | 3932             | 56                                              | Hebdomadaire                                                   | 74 h 5min (~3.25 jours)                                          |        |
| 30 | Chicago (USA)                       | Emeryville (USA)          | California Zephyr 5 / 6                                                            | Amtrak                | 3924             | 32                                              | Journalier                                                     | 51 h 20 min (~2 jours)                                           | [ 10 ] |
| 31 | Jiamusi (Chine)                     | Fuzhou (Chine)            | K1548/5-K1546/7                                                                    | China Railway         | 3840             | 34                                              | Journalier                                                     | 51 h 40 min (~2 jours)                                           |        |
| 32 | Nanjing (Chine)                     | Urumqi (Chine)            | K1540/37-K1538/9                                                                   | China Railway         | 3837             | 27                                              | Journalier                                                     | 48 h 40 min (~2 jours)                                           |        |
| 33 | Urumqi (Chine)                      | Kunming (Chine)           | K1502/3-K1504/1                                                                    | China Railway         | 3815             | 23                                              | Journalier                                                     | 45 h 48 min (~2 jours)                                           |        |
| 34 | Kashgar (Chine)                     | Xi’an (Chine)             | K169/70                                                                            | China Railway         | 3796             | 27                                              | Journalier                                                     | 46 h 30 min (~2 jours)                                           |        |
| 35 | Yining (Chine)                      | Jinan (Chine)             | K1338/5-K1336/7                                                                    | China Railway         | 3795             | 31                                              | Journalier                                                     | 47 h 13 min (~1.5 jours)                                         |        |
| 36 | Shri Mata Vaishno Devi Katra (Inde) | Kanyakumari (Inde)        | Himsagar Express/16318                                                             | Indian Railways       | 3787             | 73                                              | Hebdomadaire                                                   | 71 h 40 min (~3 jours)                                           |        |
| 37 | Lhassa (Tibet - Chine)              | Beijing (Chine)           | Z22/1                                                                              | China Railway         | 3757             | 9                                               | Journalier                                                     | 39 h 58 min (~1.5 jours)                                         |        |
| 38 | Moscou (Russie)                     | Andijan (Ouzbékistan)     | 149 / 150                                                                          | Russian Railways      | 3738             | 33                                              | Bi-hebdomadaire                                                | 72 hours (~3 jours)                                              | [ 11 ] |
| 39 | Jinan (Chine)                       | Ürümqi (Chine)            | Z105/6                                                                             | China Railway         | 3726             | 25                                              | Journalier                                                     | 37 h 32 min (~1.5 jours)                                         |        |
| 40 | Moscou (Russie)                     | Bichkek (Kirghizistan)    | 017 / 018                                                                          | Russian Railways      | 3720             | 37                                              | Bi-hebdomadaire                                                | 72 hours (~3 jours)                                              | [ 12 ] |
| 41 | Lianyungang (Chine)                 | Ürümqi (Chine)            | K1354/3                                                                            | China Railway         | 3699             | 29                                              | Journalier                                                     | 47 h 05 min (~2 jours)                                           |        |
| 42 | Mangalore (Inde)                    | Jammu (Inde)              | Navyug Express/16687                                                               | Indian Railways       | 3674             | 71                                              | Hebdomadaire                                                   | 68 h 5 min (~3 jours)                                            |        |
| 43 | Chicago (USA)                       | Los Angeles (USA)         | Southwest Chief 3 / 4                                                              | Amtrak                | 3645             | 31                                              | Journalier                                                     | 41 h (~2 jours)                                                  | [ 13 ] |
| 44 | Chicago (USA)                       | Portland (USA)            | Empire Builder 27 / 28                                                             | Amtrak                | 3629             | 38                                              | Journalier                                                     | 46 h (~2 jours)                                                  | [ 14 ] |
| 45 | Tirunelveli (Inde)                  | Jammu (Inde)              | Tirunelveli-Jammu Express/16787                                                    | Indian Railways       | 3628             | 70                                              | Bi-hebdomadaire                                                | 69 h 25 min (~3 jours)                                           |        |
| 46 | KSR Bangalore (Inde)                | New Tinsukia (Inde)       | Yeshvantapur-Dibrugarh Express/15901                                               | Indian Railways       | 3620             | 70                                              | Hebdomadaire                                                   | 68 h 15 min (~3 jours)                                           |        |
| 47 | Thiruvananthapuram Kochuveli (Inde) | Amritsar (Inde)           | Kochuveli Amritsar Superfast Express/12484                                         | Indian Railways       | 3599             | 22                                              | Hebdomadaire                                                   | 61 h (~2.5 jours)                                                |        |
| 48 | Ürümqi (Chine)                      | Hankou (Chine)            | Z294/1-Z292/3                                                                      | China Railway         | 3574             | 22                                              | Journalier                                                     | 38 h 41 min (~1.5 jours)                                         |        |
| 49 | Harbin (Chine)                      | Guangzhou (Chine)         | Z238/5-Z236/7                                                                      | China Railway         | 3568             | 22                                              | Journalier                                                     | 34 h 44 min (~1.5 jours)                                         |        |
| 50 | Chicago (USA)                       | Seattle (USA)             | Empire Builder 7 / 8                                                               | Amtrak                | 3549             | 39                                              | Journalier                                                     | 46 h (~2 jours)                                                  |        |

## Plus long service ferroviaire à grande vitesse
Le train à grande vitesse China Railway G403/4, G405/6 et D939/40 Pékin-Kunming (2 653 km, 10 heures 43 minutes à 14 heures 54 minutes), qui a été mis en service le 1er janvier 2017, est le plus long service ferroviaire à grande vitesse au monde.
Le précédent détenteur du record était également le train à grande vitesse chinois Pékin-Guangzhou-Shenzhen-Hong Kong sur 2 230 km.
L'Eurostar détenait auparavant le record avec sa liaison Londres-Cannes, qui a établi un record de 1 421 km de service à grande vitesse sans escale en 2006 (avant l'ouverture de High Speed One) — ce n'était cependant pas un service régulier. Dans les années 2020, le détenteur du record hors de Chine est le service estival Eurostar (ex-Thalys) d'Amsterdam à Marseille, effectuant 1 265 km en 7 h 15.